# Claterna cydonia
Claterna cydonia là một loài bướm đêm trong họ Noctuidae.